# Catharsius granulatus
Catharsius granulatus là một loài bọ cánh cứng trong họ Bọ hung (Scarabaeidae).